# Pienskij (obwód kurski)
Pienskij (ros. Пенский) – chutor w zachodniej Rosji, w sielsowiecie biełowskim rejonu biełowskiego w obwodzie kurskim.

## Geografia
Miejscowość położona jest nad rzeką Bobrawa, 9,5 km od centrum administracyjnego sielsowietu biełowskiego i całego rejonu Biełaja, 84,5 km od Kurska.
W granicach miejscowości znajduje się 197 domostw.

## Demografia
W 2010 r. miejscowość liczyła sobie 253 mieszkańców.